# نهال تجدد
نهال تجدد (1960 - ) هي كاتبة وباحثة إيرانية تقيم في باريس. كانت متزوجة من جان كلود كاريير حتى وفاته.
حصلت على "الميدالية الكبرى للفرنكوفونية" في عام 2007 من الأكاديمية الفرنسية.

## الحياة
كان والدها، رضا تجدد، من أسرة الحائري المازندراني، وهو كاتب إيراني، وكانت والدتها، ماهين جهانبگلو، من روّاد كتابة المسرح في إيران.
في سبعينيات القرن العشرين، سافرت نهال تجدد إلى فرنسا لدراسة الثقافة والأدب الصيني، وتتلمذت على يد شخصيات بارزة مثل فرنسوا تشنغ، المتخصص في الشعر والخط والرسم الصيني.

## رواياتها
- جواز سفر من ترجمة المترجم السوري المتألق خالد الجبيلي